# Krzysztof Chrapek
Krzysztof Chrapek (Czechowice-Dziedzice, 7 ottobre 1985) è un calciatore polacco, attaccante del Niwa Nowa Wieś.